# La Chapelle-Bertin

La Chapelle-Bertin este o comună în departamentul Haute-Loire, Franța. În 2009 avea o populație de 60 de locuitori.